# Alleyrat (Corrèze)
Alleyrat – miejscowość i gmina we Francji, w regionie Nowa Akwitania, w departamencie Corrèze.
Według danych na rok 1990 gminę zamieszkiwało 96 osób, a gęstość zaludnienia wynosiła 7 osób/km² (wśród 747 gmin Limousin Alleyrat plasuje się na 511. miejscu pod względem liczby ludności, natomiast pod względem powierzchni na miejscu 478.).

## Populacja

Populacja Alleyrat w latach 1962–2008